# تشاتانوغا
تشاتانوغا (بالإنجليزية: Chattanooga)‏ هي رابع أكبر مدينة في ولاية تينيسي، ويبلغ عدد سكانها 167674 اعتبارا من تعداد عام 2010. وهذه هي مقر مقاطعة هاميلتون. يقع في ولاية تينيسي الجنوبية الشرقية على بحيرة وبحيرة Chickamauga نيكاجاك، وكلاهما جزء من نهر تينيسي، تشاتانوقا تقع حوالي 120 ميلا (190 كم) إلى الشمال الغربي من أتلانتا، جورجيا، 120 ميلا (190 كم) إلى الجنوب الغربي من مدينة نوكسفيل، عن 135 ميلا (217 كم) إلى الجنوب الشرقي من ناشفيل حوالي 120 كيلومتر، (190 كم) إلى الشمال الشرقي من هانتسفيل بولاية ألاباما، وحوالي 148 كيلومتر (238 كم) إلى الشمال الشرقي من برمنغهام، ألاباما. تشاتانوغا يتاخم الحدود جورجيا وفيه ثلاثة الطرق السريعة بين الولايات الكبرى تلبية: 24-I، 75-I، وأنا 59-.
المدينة، التي لديها ارتفاع وسط نحو 680 قدم (210 م)، وتقع في الجزء الانتقال بين ريدج و-ادي جبال الأبلاش وهضبة كمبرلاند. ويحيط المدينة من قبل ولذلك الجبال والتلال المختلفة. لقب رسمي لتشاتانوغا هو اسم على مسمى «المدينة ذات المناظر الخلابة». ألقاب غير رسمية عدة تشمل «نهر مدينة»، "Nooga"، "Chattown"، و «مدينة الحفلة»، مما يدل على أن تشاتانوغا في الوقت الحالي أسرع خدمة إنترنت في نصف الكرة الغربي. [3] [4]
ومن المعروف دوليا تشاتانوغا للسجل الذهب 1941 أغنية «تشو تشو تشاتانوغا»، الذي كان يتألف من قبل غلين ميلر وفرقته.
منذ عام 1990، وقد اعترف بأنه تشاتانوغا شجرة مدينة المجتمع الأمريكية.

## المناخ
يظهر الجدول التالي التغييرات المناخية على مدار السنة لتشاتانوغا:
| البيانات المناخية لـتشاتانوغا                      | البيانات المناخية لـتشاتانوغا | البيانات المناخية لـتشاتانوغا | البيانات المناخية لـتشاتانوغا | البيانات المناخية لـتشاتانوغا | البيانات المناخية لـتشاتانوغا | البيانات المناخية لـتشاتانوغا | البيانات المناخية لـتشاتانوغا | البيانات المناخية لـتشاتانوغا | البيانات المناخية لـتشاتانوغا | البيانات المناخية لـتشاتانوغا | البيانات المناخية لـتشاتانوغا | البيانات المناخية لـتشاتانوغا | البيانات المناخية لـتشاتانوغا |
| الشهر                                              | يناير                         | فبراير                        | مارس                          | أبريل                         | مايو                          | يونيو                         | يوليو                         | أغسطس                         | سبتمبر                        | أكتوبر                        | نوفمبر                        | ديسمبر                        | المعدل السنوي                 |
| -------------------------------------------------- | ----------------------------- | ----------------------------- | ----------------------------- | ----------------------------- | ----------------------------- | ----------------------------- | ----------------------------- | ----------------------------- | ----------------------------- | ----------------------------- | ----------------------------- | ----------------------------- | ----------------------------- |
| الدرجة القصوى °ف (°م)                              | 78 (26)                       | 81 (27)                       | 89 (32)                       | 93 (34)                       | 99 (37)                       | 107 (42)                      | 107 (42)                      | 105 (41)                      | 104 (40)                      | 100 (38)                      | 86 (30)                       | 78 (26)                       | 107 (42)                      |
| الحد الأقصى المتوسط °ف (°م)                        | 67.9 (19.9)                   | 72.5 (22.5)                   | 80.7 (27.1)                   | 86.4 (30.2)                   | 89.4 (31.9)                   | 94.9 (34.9)                   | 97.1 (36.2)                   | 96.4 (35.8)                   | 92.3 (33.5)                   | 84.7 (29.3)                   | 77.0 (25.0)                   | 68.0 (20.0)                   | 98.4 (36.9)                   |
| متوسط درجة الحرارة الكبرى °ف (°م)                  | 50.2 (10.1)                   | 54.8 (12.7)                   | 63.7 (17.6)                   | 72.7 (22.6)                   | 79.9 (26.6)                   | 87.1 (30.6)                   | 90.2 (32.3)                   | 89.6 (32.0)                   | 83.2 (28.4)                   | 73.1 (22.8)                   | 62.3 (16.8)                   | 52.1 (11.2)                   | 71.7 (22.1)                   |
| متوسط درجة الحرارة الصغرى °ف (°م)                  | 30.7 (−0.7)                   | 34.0 (1.1)                    | 40.7 (4.8)                    | 48.3 (9.1)                    | 57.3 (14.1)                   | 65.8 (18.8)                   | 69.7 (20.9)                   | 69.2 (20.7)                   | 61.8 (16.6)                   | 49.9 (9.9)                    | 40.2 (4.6)                    | 33.1 (0.6)                    | 50.1 (10.1)                   |
| الحد الأدنى المتوسط °ف (°م)                        | 13.1 (−10.5)                  | 17.5 (−8.1)                   | 24.7 (−4.1)                   | 32.6 (0.3)                    | 43.2 (6.2)                    | 55.1 (12.8)                   | 62.2 (16.8)                   | 60.8 (16.0)                   | 48.0 (8.9)                    | 34.1 (1.2)                    | 25.6 (−3.6)                   | 17.4 (−8.1)                   | 9.9 (−12.3)                   |
| أدنى درجة حرارة °ف (°م)                            | −10 (−23)                     | −10 (−23)                     | 2 (−17)                       | 25 (−4)                       | 34 (1)                        | 39 (4)                        | 51 (11)                       | 50 (10)                       | 36 (2)                        | 22 (−6)                       | 4 (−16)                       | −2 (−19)                      | −10 (−23)                     |
| الهطول إنش (مم)                                    | 4.91 (125)                    | 4.84 (123)                    | 4.98 (126)                    | 3.99 (101)                    | 4.10 (104)                    | 4.05 (103)                    | 4.91 (125)                    | 3.48 (88)                     | 4.04 (103)                    | 3.28 (83)                     | 5.00 (127)                    | 4.90 (124)                    | 52.48 (1٬333)                 |
| متوسط تساقط الثلوج إنش (سم)                        | 1.7 (4.3)                     | 0.6 (1.5)                     | 1.2 (3.0)                     | 0.1 (0.25)                    | 0 (0)                         | 0 (0)                         | 0 (0)                         | 0 (0)                         | 0 (0)                         | 0 (0)                         | trace                         | 0.3 (0.76)                    | 3.9 (9.9)                     |
| متوسط أيام هطول الأمطار (≥ 0.01 in)                | 10.7                          | 10.2                          | 10.7                          | 9.5                           | 10.6                          | 10.4                          | 11.7                          | 9.4                           | 8.0                           | 7.7                           | 9.6                           | 11.1                          | 119.6                         |
| متوسط الأيام المثلجة (≥ 0.1 in)                    | 1.0                           | 0.9                           | 0.3                           | 0                             | 0                             | 0                             | 0                             | 0                             | 0                             | 0                             | 0.1                           | 0.4                           | 2.7                           |
| متوسط الرطوبة النسبية (%)                          | 71.2                          | 68.2                          | 65.9                          | 63.8                          | 71.5                          | 73.1                          | 74.9                          | 76.0                          | 77.0                          | 74.6                          | 73.5                          | 72.9                          | 71.9                          |
| ساعات سطوع الشمس الشهرية                           | 147.0                         | 155.6                         | 200.5                         | 240.2                         | 275.6                         | 275.5                         | 265.2                         | 256.8                         | 227.9                         | 218.8                         | 158.7                         | 140.4                         | 2٬562٫2                       |
| نسبة وصول أشعة الشمس                               | 47                            | 51                            | 54                            | 61                            | 64                            | 63                            | 60                            | 62                            | 61                            | 63                            | 51                            | 46                            | 58                            |
| المصدر: NOAA (relative humidity and sun 1961–1990) |                               |                               |                               |                               |                               |                               |                               |                               |                               |                               |                               |                               |                               |

## التركيبة السكانية
| التكوين العرقي                             | 1970  | 1990  | 2000  | 2010  | تقديرات 2019 |
| ------------------------------------------ | ----- | ----- | ----- | ----- | ------------ |
| أمريكي أبيض                                | 64.0% | 65.0% | 60.0% | 58.0% | 62.3%        |
| أمريكيون أفارقة                            | 35.8% | 33.7% | 35.8% | 34.9% | 31.4%        |
| أمريكيون آسيويون                           | 0.1%  | 1.0%  | 1.6%  | 2.0%  | 2.7%         |
| الأمريكيون الأصليون في الولايات المتحدة    | 0.1%  | 0.2%  | 0.3%  | 0.4%  | 0.2%         |
| هاوائيون أصليون and other Pacific Islander | -     | -     | 0.1%  | 0.1%  | 0.0%         |
| العرق والإثنية في تعداد الولايات المتحدة   | 0.1%  | 0.2%  | 1.0%  | 2.8%  | 1.0%         |
| أمريكيون متعددو الأعراق                    | -     | –     | 1.3%  | 1.9%  | 2.4%         |

### 2020 تعداد
| العرق                                                                                | العدد  | النسبة المئوية |
| ------------------------------------------------------------------------------------ | ------ | -------------- |
| العرق والإثنية في تعداد الولايات المتحدة (non-Hispanic)                              | 98,977 | 54.65%         |
| العرق والإثنية في تعداد الولايات المتحدة (non-Hispanic)                              | 52,384 | 28.93%         |
| العرق والإثنية في تعداد الولايات المتحدة                                             | 429    | 0.24%          |
| العرق والإثنية في تعداد الولايات المتحدة                                             | 4,956  | 2.74%          |
| العرق والإثنية في تعداد الولايات المتحدة                                             | 60     | 0.03%          |
| العرق والإثنية في تعداد الولايات المتحدة                                             | 7,712  | 4.26%          |
| العرق والإثنية في تعداد الولايات المتحدة or العرق والإثنية في تعداد الولايات المتحدة | 16,581 | 9.16%          |

اعتبارًا من تعداد الولايات المتحدة لعام 2020، هناك 181,099 شخصًا، و79،565 أسرة، و41،059 أسرة مقيمة في المدينة.

### تعداد 2010
اعتبارًا من تعداد عام 2010، كان هناك 167674 شخصًا و70749 أسرة و40384 أسرة مقيمة في المدينة. كانت الكثافة السكانية 1.222.5 نسمة لكل ميل مربع (472.5 / كم 2). كان هناك 79607 وحدة سكنية بمتوسط كثافة 588.8 لكل ميل مربع (226.0 / كم 2). كان التركيب العرقي للمدينة 58.0٪ أبيض، 34.9٪ أسود، 2.0٪ آسيوي، 0.4٪ هندي أمريكي، 0.1٪ جزر المحيط الهادئ، 2.8٪ من أعراق أخرى، و1.9٪ من سباقين أو أكثر. شكل الأشخاص من أصل لاتيني أو لاتيني (بغض النظر عن العرق) 5.5 ٪ من إجمالي السكان.كان البيض من غير ذوي الأصول الأسبانية 55.9٪ من السكان في عام 2010، انخفاضًا من 67.3٪ في عام 1980. كان هناك 70749 أسرة، 26.7٪ منها لديها أطفال دون سن 18 عامًا يعيشون معهم، 36٪ كانوا المتزوجون الذين يعيشون معًا، 17.3 ٪ لديهم ربة منزل بدون زوج، و42 ٪ كانوا من غير عائلات. 33.5٪ من جميع الأسر كانت مكونة من أفراد، و26٪ كان لديها شخص يعيش بمفرده يبلغ من العمر 65 عامًا أو أكبر. كان متوسط حجم الأسرة 2.26 ومتوسط حجم الأسرة 2.94.
في المدينة، كان السكان منتشرين، حيث كان 21.3٪ تحت سن 18، و11.5٪ من 18 إلى 24، و27٪ من 25 إلى 44، و25.5٪ من 45 إلى 64، و14.7٪ ممن بلغوا 65 عامًا أو أكبر سنا. كان متوسط العمر 38.1 سنة. كان 46.1 ٪ من السكان من الذكور و53.9 ٪ من السكان كانوا من الإناث.
كان متوسط الدخل لأسرة في المدينة 35817 دولارًا، وكان متوسط دخل الأسرة 43314 دولارًا. كان للذكور متوسط دخل قدره 36,109 دولارًا مقابل 31,077 دولارًا للإناث. بلغ نصيب الفرد من الدخل للمدينة 23756 دولارًا. حوالي 14٪ من العائلات و16.5٪ من السكان كانوا تحت خط الفقر، بما في ذلك 27٪ ممن تقل أعمارهم عن 18 عامًا و13.8٪ ممن هم في سن 65 عامًا أو أكثر.
منطقة الإحصاء الحضرية في تشاتانوغا، والتي تشمل مقاطعات هاميلتون وماريون وسيكواتشي في مقاطعات تينيسي وكاتوسا وديد ووكر في جورجيا، نمت من 476531 شخصًا، اعتبارًا من تعداد عام 2000، إلى 529222 شخصًا، اعتبارًا من تعداد 2010، 11 ٪ زيادة خلال العقد الأول من القرن الحادي والعشرين.

### الدين
أكبر مجموعة دينية في تشاتانوغا هي المسيحية. وفقًا لإحصاءات عام 2010، كانت الاتفاقية المعمدانية الجنوبية هي أكبر طائفة مع 225 مصليًا و122300 عضوًا. تليها الكنيسة الميثودية المتحدة مع 31500 عضو و83 كنيسة. تم تحديد ثالث أكبر مجموعة من المسيحيين على أنهم تجمعات غير طائفية؛ ورابع أكبر طائفة منظمة كانت كنيسة الله (كليفلاند، تينيسي) مع 82 كنيسة و17900 عضو. خامس أكبر مجموعة دينية مسيحية، وفقًا لإحصاءات عام 2010، كانت أبرشية الروم الكاثوليك في نوكسفيلالتي كانت تضم 12 جماعة و 14300 عضو. اعتبارًا من عام 2010، كان الإسلام هو ثاني أكبر ديانة في تشاتانوغا، مع 2200 معتنق.

## معرض صور

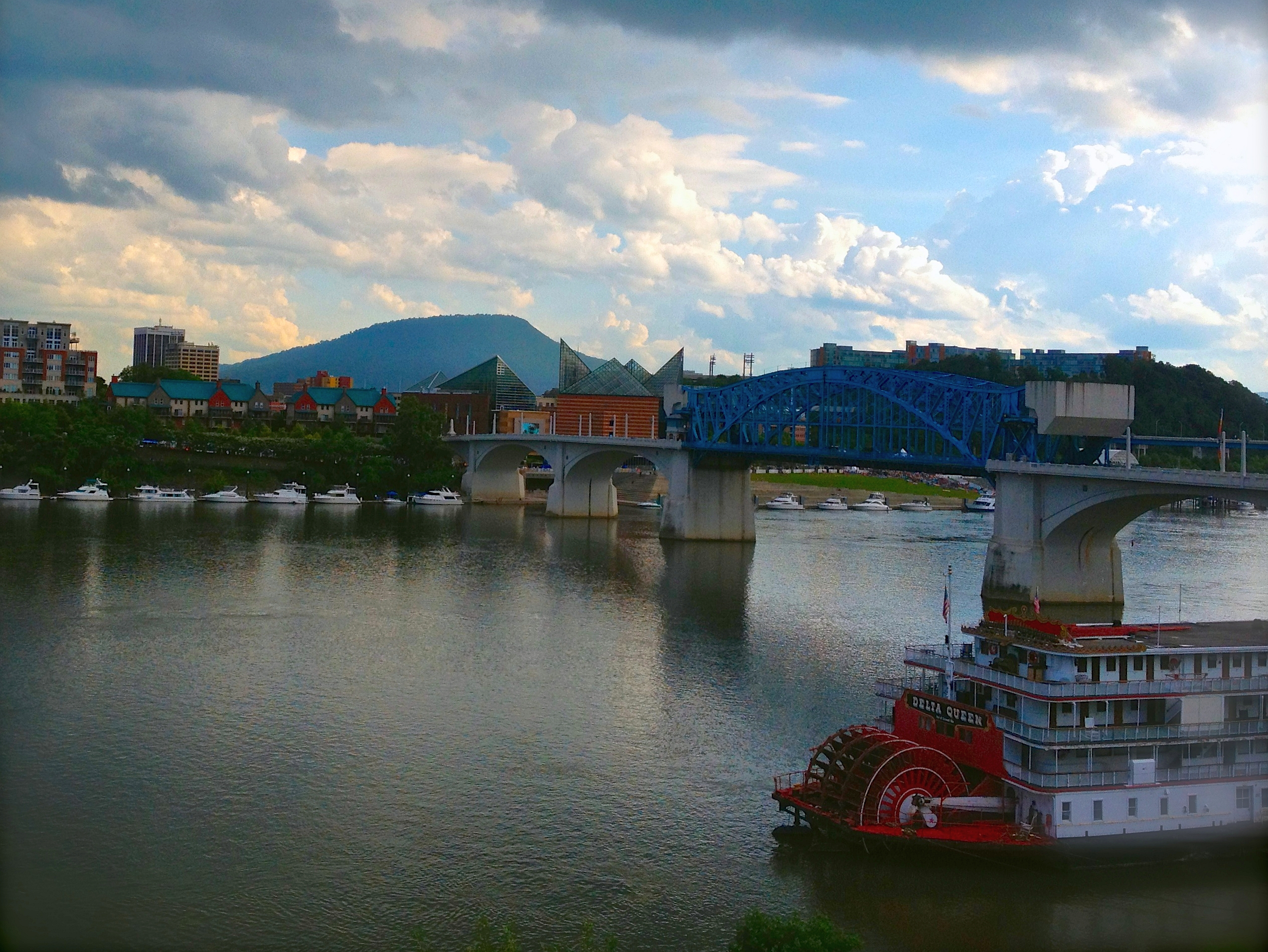
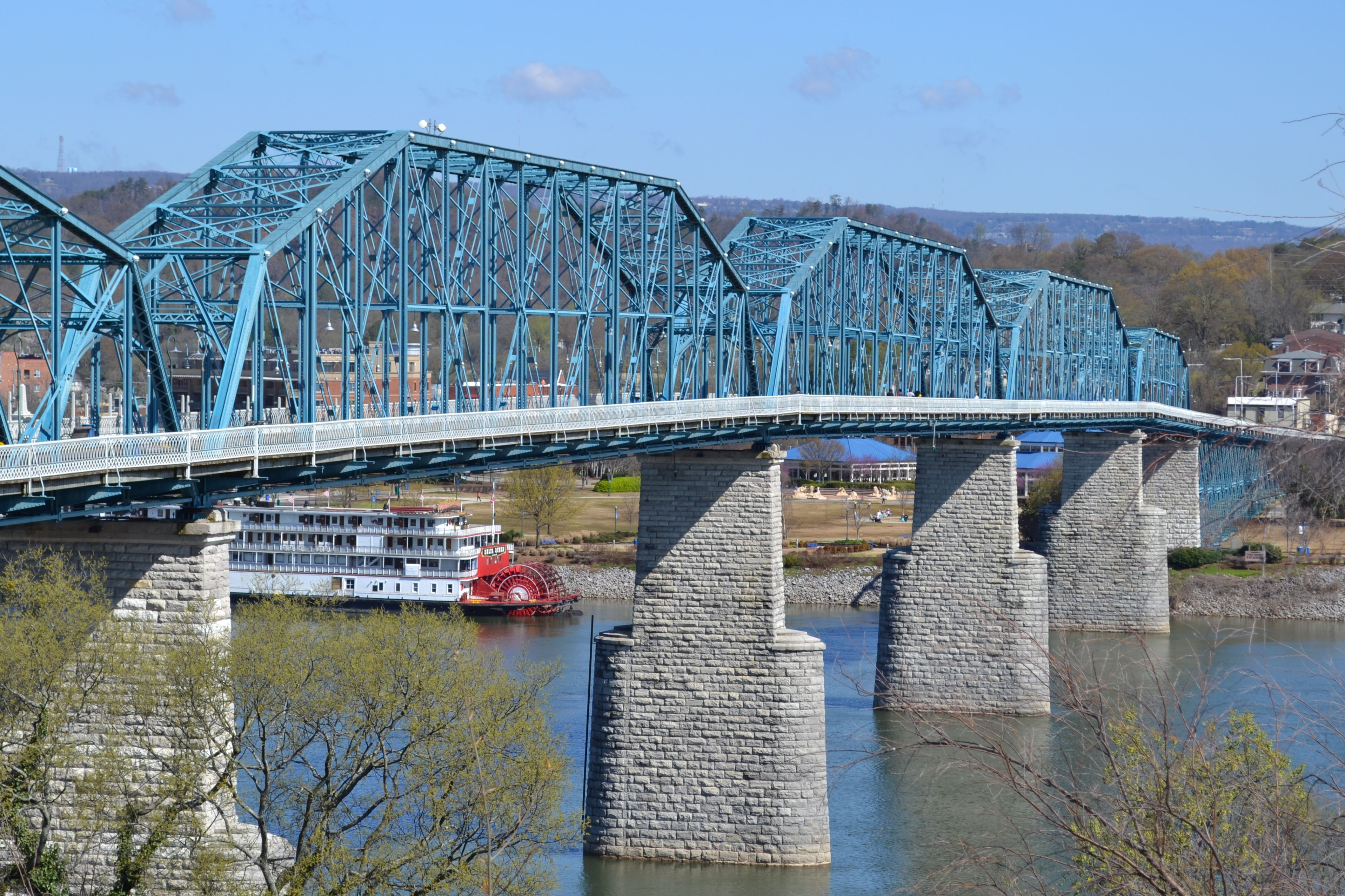
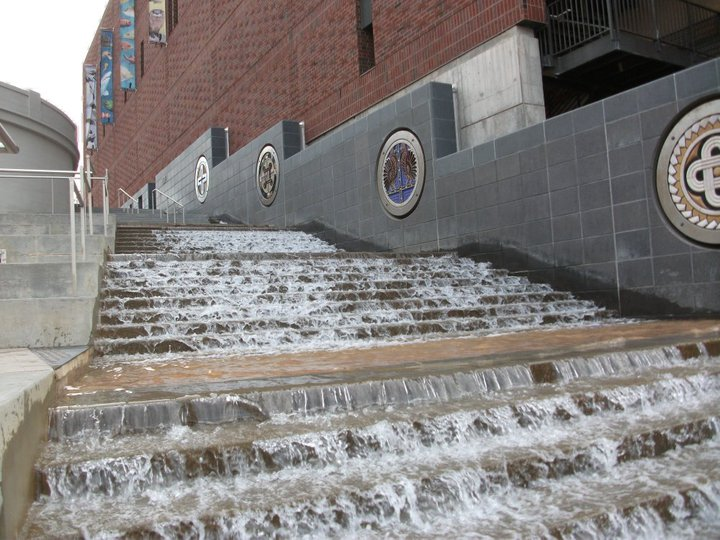
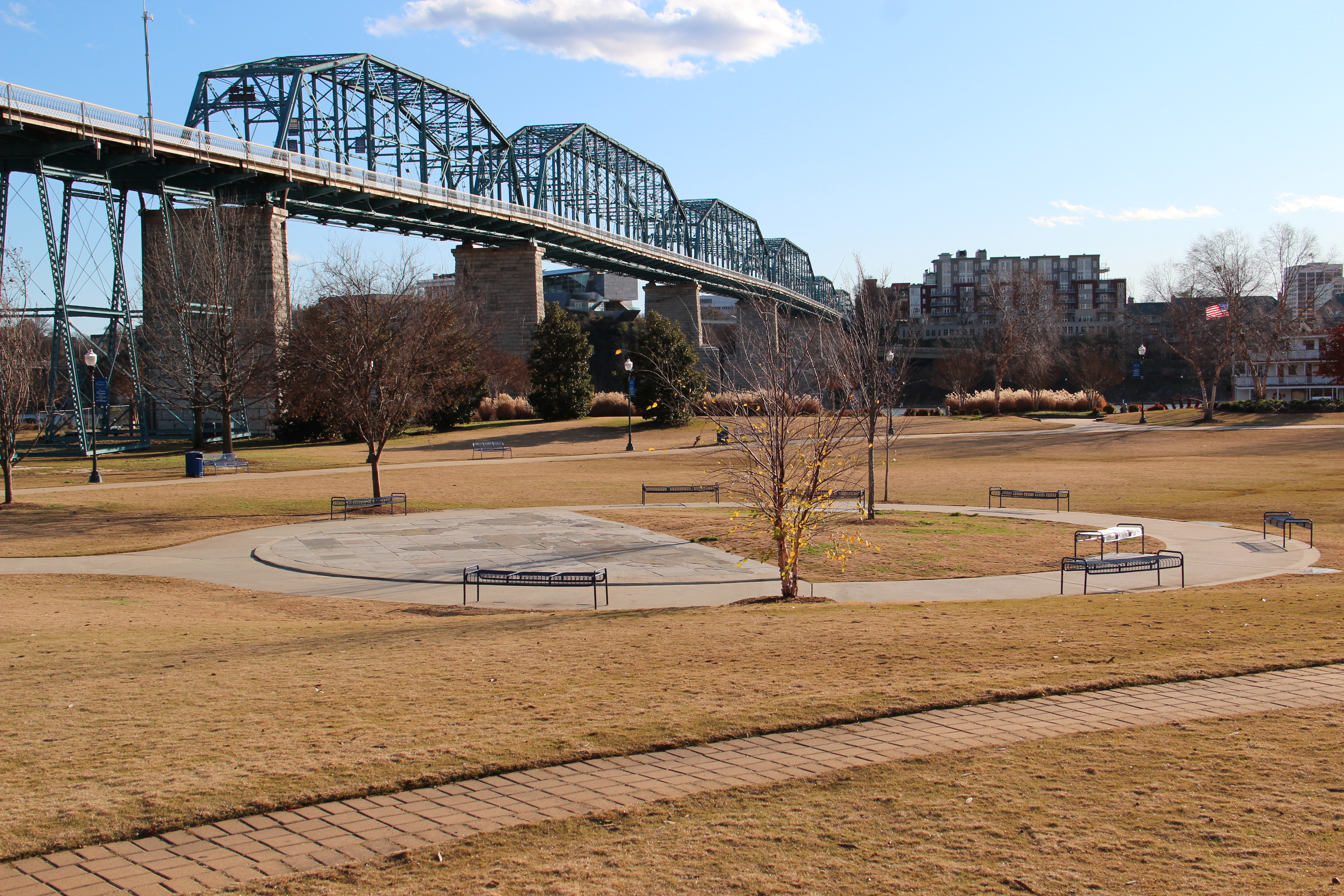
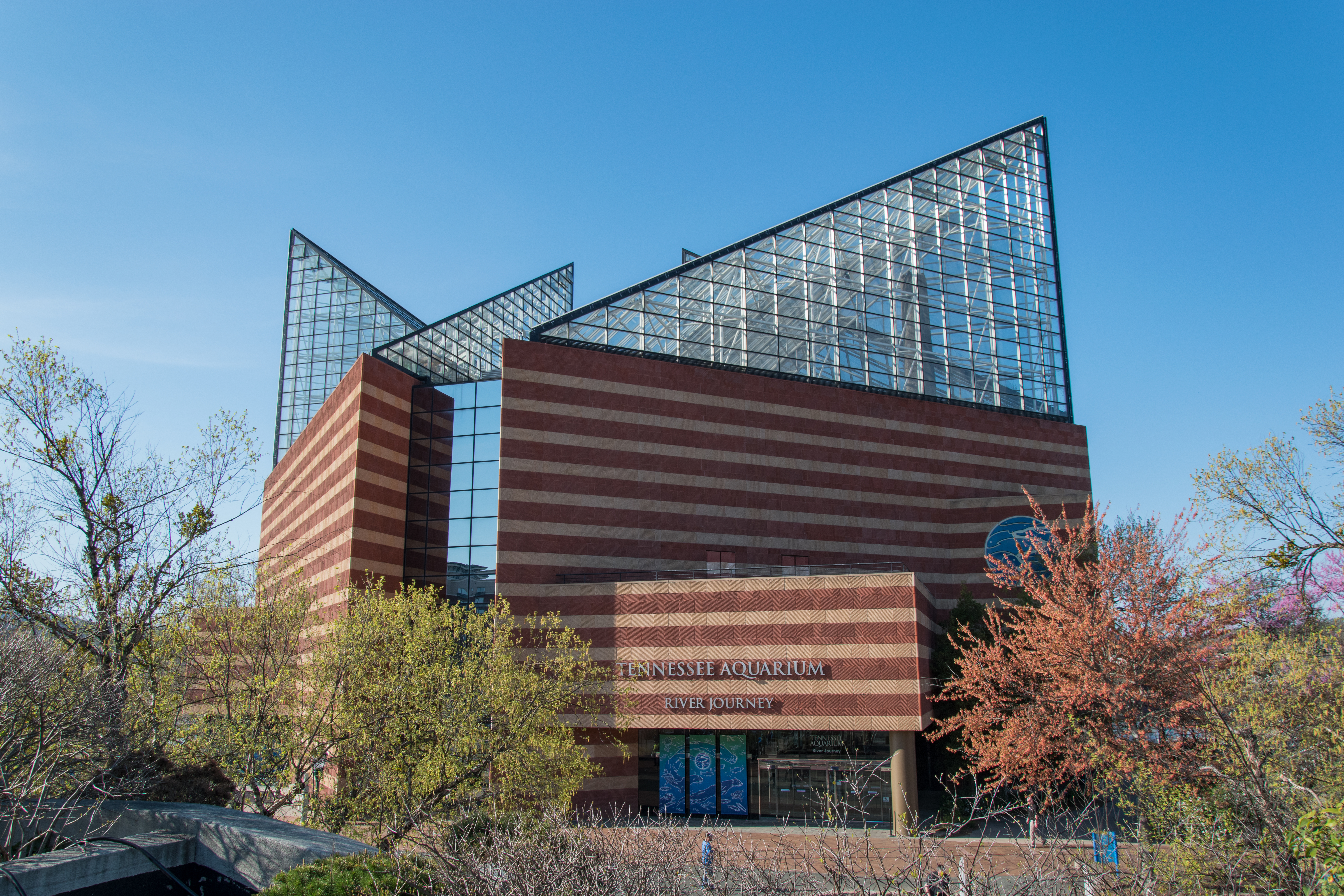
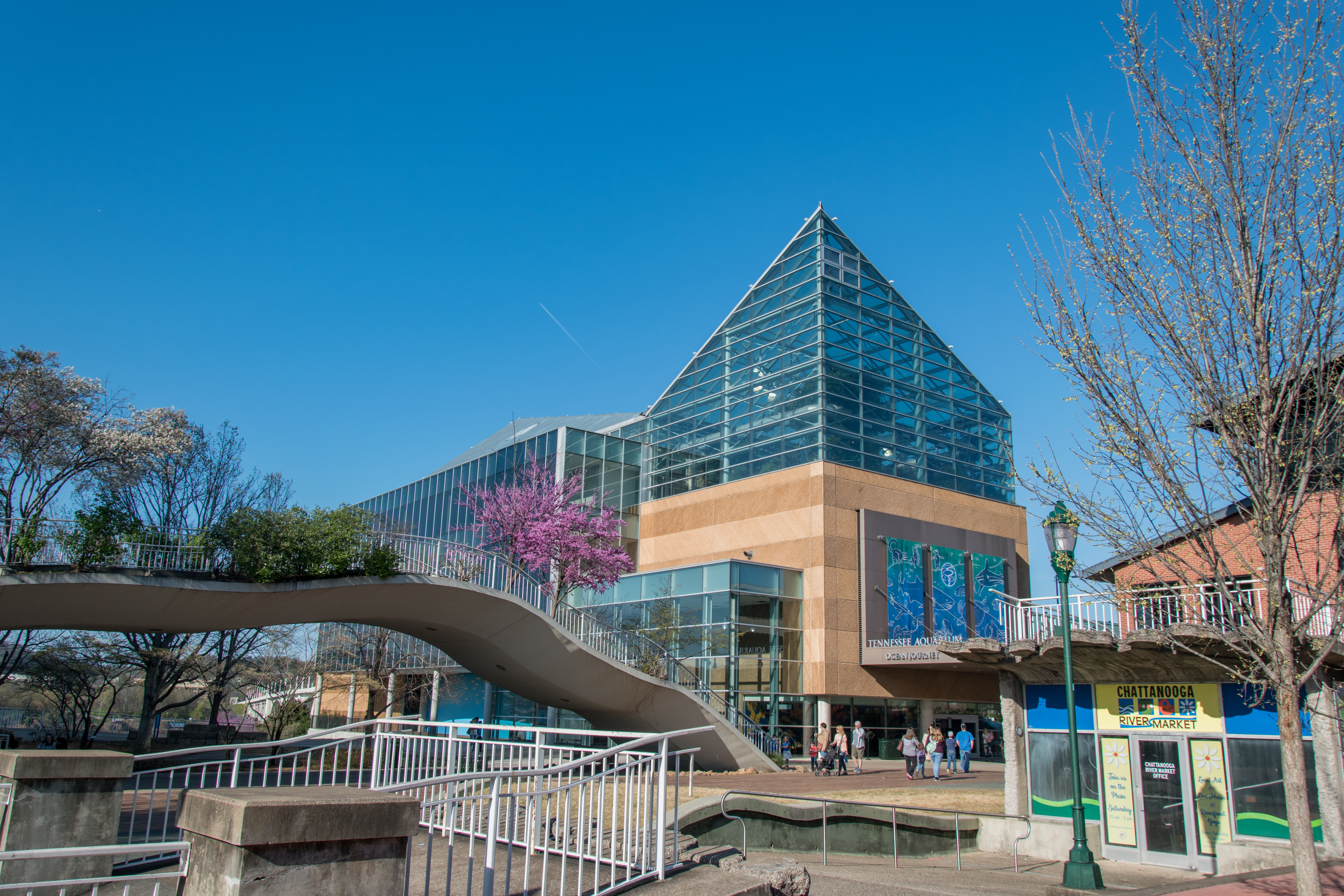

## توأمة
لتشاتانوغا اتفاقيات توأمة مع كل من:
- جفعاتايم
- هام
- أسكولي بيتشينو
- نيجني تاجيل
- سويندون

## أعلام
- ويلارد وارنر
- إيما بيل مايلز
- ديفيد إم كي
- تمارا إليزابيث
- يوسف لطيف
- بيسي سميث
- روسكو تانر
- آرثر غولدن
- فرنسيس ماريون ووكر
- ويليام إيمرسون بروك
- جوزيف إدغار براون